# Iván Nedelko
Iván Anatólievich Nedelko (en ruso: Ива́н Анато́льевич Неде́лько; nacido el 12 de mayo de 1986) es un tenista ruso.
Nedelko tiene un ranking ATP individual de 235, el más alto de su carrera alcanzado el 23 de julio de 2018. También tiene un ranking ATP de dobles de 449, el más alto de su carrera logrado el 29 de julio de 2019.
Nedelko hizo su debut en el cuadro principal de la ATP en el Torneo de San Petersburgo 2011 en el cuadro de individuales frente a Potito Starace.